# Комментарий к прошению о помиловании
«Комментарий к прошению о помиловании» — советский художественный фильм 1988 года, снятый режиссёром Инессой Туманян на Киностудии им. М. Горького.

## Сюжет
Вячеслав Иванович Тепляков, руководитель главка, обвинён во взяточничестве и его ожидает тюремное заключение. Перед арестом ему дают сутки свободы. Он бродит по Москве, заглядывает в своё учреждение, вызывая замешательство у подчинённых. Тепляков вспоминает о Надежде, женщине, которую любил, и находит её в больнице. Он уговаривает её уйти на свидание в кафе, но сам исчезает, затерявшись в толпе. Затем Тепляков встречается со своим другом детства Исааком Моисеевичем, который пережил арест и войну, и сейчас работает в газетном киоске. После разговора с ним Тепляков продолжает скитаться по городу, слушает музыкантов, общается с разными людьми и конфликтует с молодыми людьми. На следующее утро он направляется в тюрьму.

## В ролях
- Рим Аюпов — Вячеслав Иванович Тепляков
- Евдокия Германова — Рыжая
- Расми Джабраилов — Исаак Моисеевич
- Людмила Долгорукова — Надежда Говорова
- Игорь Кан — следователь
- Даниил Нетребин — Беритов, фигурант уголовного дела
- Алексей Михайлов — Коля, приятель
- Галина Морачева — Зоя Петровна, секретарша
- Мария Виноградова — Клавдия Ивановна, бухгалтер
- Георгий Геловани — эпизод
- Максим Ждановских — приятель Рыжей
- Святослав Калугин — эпизод
- Олег Лопухов — эпизод
- Г. Маняхина — эпизод
- Галина Стаханова — эпизод
- К. Саксонский — эпизод
- Сергей Шенталинский — эпизод
- Галина Щепетнова — девушка в подземном переходе
- Пётр Коробов — бармен
- Николай Исенко — официант
- Т. Зайцева — эпизод
- В. Попова — эпизод
- Наталья Тимонина — эпизод
- Шалва Херхеулидзе — продавец цветов
- Георгий Мдинаридзе — продавец цветов
- Нугзар Барамидзе — продавец цветов
- Зинаида Кулакова — начальник ЖЭКа

## Съёмочная группа
- Режиссёр — Инесса Туманян
- Сценаристы — Юрий Щекочихин, Инесса Туманян
- Оператор — Валерий Гинзбург
- Композитор — Микаэл Таривердиев
- Художник — Виктор Сафронов

## Критика
Критик Алексей Ерохин подробно проанализировал фильм в журнале «Спутник кинозрителя». Он отметил, что авторы фильма Юрий Щекочихин и Ина Туманян представляют герою «две серии на размышление: так ли жил, как надо бы». Ерохин писал: «Способ разговора, выбранный авторами фильма со зрителями, лишён внешней занимательности и требует определённого ответственного усилия, терпеливого сотворчества. Не всех, вероятно, устроит такая форма общения — неторопливая, без сюжетных „завлекалочек“. Но не всё же спешить сломя голову — порой важно и притормозить, внимательно оглядевшись по сторонам, коли есть в распоряжении хоть денёк воли».
Рецензент журнала «Советский экран» Елена Стишова написала: «Авторы хотели, чтобы зритель, зная меру вины героя, не отвернулся от него». По её мнению, «единственно этически верным в данном случае ходом является покаяние героя», однако она не увидела здесь «ни покаяния, ни драмы», а лишь «рефлексию: что ж, мол, раз заслуживаю наказания — приму его». Стишова писала: «…герой преступил, пал нравственно. И оплакивать его как жертву я не могу, хоть убейте. Ведь эдак можно до того дойти, что жертвы — все. Виновных нет, и спрашивать, стало быть, не с кого».